# Hiermont
Hiermont é uma comuna francesa na região administrativa de Altos da França, no departamento de Somme. Estende-se por uma área de 5,01 km². Em 2010 a comuna tinha 154 habitantes (densidade: 30,7 hab./km²).